# Wolfgang Dehnel
Wolfgang Dehnel (né le 11 février 1945 à Schwarzenberg/Erzgeb.) est un homme politique allemand (CDU). Il est député de la Chambre du peuple et du Bundestag.

## Biographie
Après l'école primaire et son diplôme d'études secondaires à Schwarzenberg, il fait un apprentissage d'outilleur. Plus tard, il étudie en cours du soir à l'antenne de Breitenbrunn de l'Université technique de Karl-Marx-Stadt et obtient son diplôme d'ingénieur en technologie en génie mécanique. De 1966 à 1967, il fait son service militaire avec la NVA et travaille comme outilleur jusqu'en 1969, puis comme technologue jusqu'en 1976, puis comme chef de groupe et depuis janvier 1990 comme chef de la technologie de production chez Formenbau GmbH Schwarzenberg.
Dehnel rejoint la CDU de la RDA en 1976 et est conseiller municipal à Schwarzenberg de 1980 à 1990. De 1990 à 1997, il est président de l'association de district CDU à Schwarzenberg. En 1990, il est élu à la Chambre du peuple pour la 8e circonscription (Karl-Marx-Stadt), dont il est député du 18 mars au 2 octobre 1990. Après la réunification, il devient député du Bundestag, où il est élu au suffrage direct de la 326e circonscription (Aue-Schwarzenberg-Klingenthal) jusqu'en 2002. De 2005 à 2015, Dehnel est président de l'Association des Monts-Métallifères (de) à Schwarzenberg.
Wolfgang Dehnel est de confession protestante, veuf et père de deux enfants.